# Batalha de Garfagnana
A Batalha de Garfagnana (em italiano:  Battaglia della Garfagnana), conhecida pelos alemães como Operação Tempestade de Inverno (em alemão:  Unternehmen Wintergewitter) e apelidada de "Ofensiva de Natal" (italiano: Offensiva di Natale), foi uma ofensiva bem-sucedida do Eixo contra as forças americanas no setor ocidental da Linha Gótica durante a Segunda Guerra Mundial . Aconteceu em dezembro de 1944 no norte dos Apeninos da Toscana, perto de Massa e Lucca na Itália.
No final de dezembro de 1944, o 14º Exército alemão sob o comando do general Kurt von Tippelskirch, usando uma força mista italiana/alemã de cerca de oito batalhões de infantaria, lançou um ataque de objetivos limitados na ala esquerda do Quinto Exército dos Estados Unidos no vale de Serchio em frente a Lucca. Antecipando alguma operação desse tipo, os Aliados ordenaram que duas brigadas da 8ª Divisão de Infantaria indiana fossem rapidamente trocadas pelos Apeninos para reforçar a 92ª Divisão de Infantaria . No momento em que chegaram, os alemães e italianos invadiram o local para capturar Barga e derrotar a Divisão dos EUA. Relatos de soldados americanos capturados indicaram que eles pretendiam recuar para Lucca e além, mas uma ação decisiva do major-general Dudley Russell da Divisão Indiana estabilizou a situação. Com seus objetivos alcançados, a força alemã/italiana interrompeu o ataque e se retirou.
Barga foi recapturada uma semana depois no Ano Novo, e a frente na Linha Gótica ocidental permaneceu quase estável até o final de março de 1945.

## Contexto histórico
Benito Mussolini e seu ministro da Defesa, marechal Rodolfo Graziani, queriam criar para sua República Social Italiana (RSI) um exército italiano, independente do controle alemão. Além disso, eles queriam que algumas das divisões italianas recém-criadas participassem de uma grande ofensiva contra os Aliados na península italiana.
Eles planejaram uma ofensiva em Garfagnana para duas de suas novas divisões (o "Monte Rosa" e o "San Marco") e uma divisão alemã (e possivelmente outra motorizada), com 40.000 homens e apoio aéreo: seu objetivo final teria sido a reconquista, dos Aliados, de Lucca, Pisa e Livorno na Toscana. Mas os italianos careciam de armamentos, tanques e aviões. Além disso, -*apenas a Divisão Monterosa estava pronta em dezembro de 1944 para a ofensiva.
Como consequência os alemães criaram sua própria ofensiva, chamada Operação Wintergewitter sob a liderança do General Fretter-Pico, mas com tamanho e objetivos menores: apenas 9.000 soldados (principalmente italianos) atacaram em Garfagnana uma pequena área da Linha Gótica, com o objetivo de empurrar os Aliados voltar 25 km (16 mi) e reduzir sua pressão na área de Rimini . 
Enquanto isso, unidades da 92ª Divisão de Infantaria, sob o comando do major-general Edward Almond, mudaram-se para o setor Garfagnana, em novembro, e avançaram ao longo do vale do rio Serchio contra resistência leve. No entanto, uma tentativa de capturar Castelnuovo di Garfagnana não teve sucesso. A atividade de patrulha americana continuou até depois de meados de dezembro

## Batalha

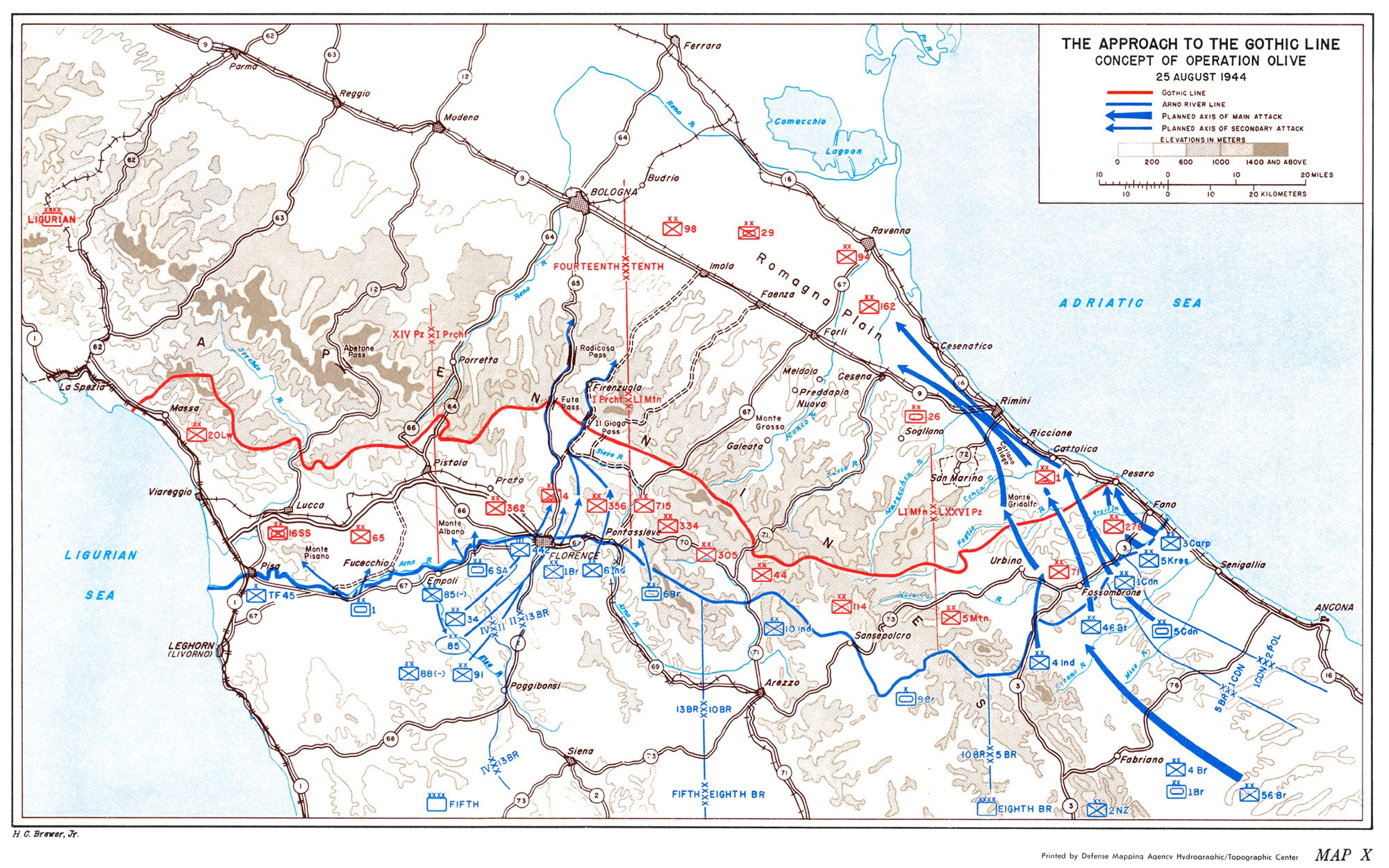
A Linha Gótica, em vermelho. Garfagnana ficava no trecho mais ocidental, ao lado de Lucca e Massa.

Em 21 de dezembro de 1944, o marechal Graziani e o general Mario Carloni visitaram os batalhões da Divisão Monte Rosa na Garfagnana, a fim de preparar a ofensiva.  Após a Ofensiva das Ardenas na Frente Ocidental em meados de dezembro, a inteligência aliada considerou a possibilidade de uma operação semelhante do Eixo no norte da Itália. Eles determinaram que o objetivo mais provável seria o setor costeiro ocidental e, como consequência, as 19ª e 21ª Brigadas Indianas da 8ª Divisão de Infantaria Indiana, sob o comando do Major General Dudley Russell, foram ordenadas do setor central dos Apeninos para reforçar a 92ª Infantaria. Divisão no flanco esquerdo do Quinto Exército dos EUA na frente de Lucca.   A 19ª Brigada Indiana chegou em 26 de dezembro e foi ordenada pelo comandante do US IV Corps, Major General Willis D. Crittenberger, para tomar posição a cerca 4 mi (6.4 km) atrás das posições da 92ª Divisão. A 21ª Brigada Indiana chegou dois dias depois.  Como garantia adicional, o tenente-general Lucian Truscott, comandante do Quinto Exército, colocou dois regimentos de infantaria da 85ª Divisão de Infantaria dos EUA, sob o comando do major-general John B. Coulter, sob o comando de Crittenberger e moveu artilharia adicional ao alcance. 

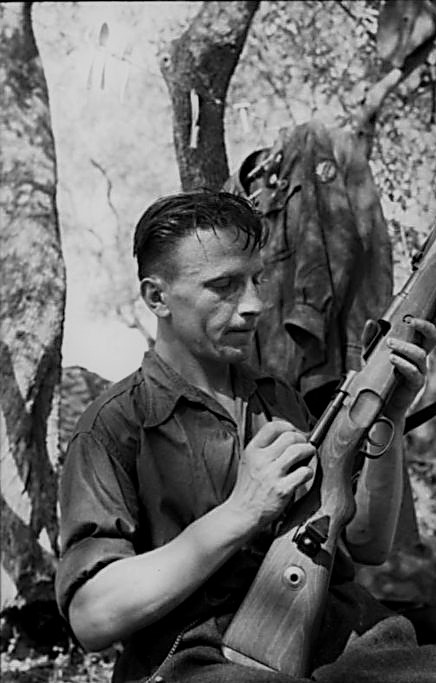
Soldado italiano RSI limpando sua arma (Mauser 98k) antes da batalha

Em 26 de dezembro, várias unidades militares do RSI, incluindo quatro batalhões da 4ª Divisão Alpina Italiana "Monte Rosa" e da 3ª Divisão Marinha Italiana "San Marco", participaram da "Operação Tempestade de Inverno" (Wintergewitter) juntamente com três batalhões alemães.
Um total de 9.100 soldados do Eixo (dos quais 66% eram italianos), com 100 peças de artilharia, mas sem tanques, atacaram 18.000 tropas aliadas que estavam equipadas com 140 baterias de artilharia e 120 tanques, além de apoio de 160 P-47 Thunderbolts do XXII Comando Aéreo Tático Aliado. O fator surpresa foi fundamental no ataque, juntamente com uma frente de inverno nublada que se esperava impedir que as aeronaves aliadas voassem. XXII TAC P-47 estavam no ar durante todo o dia 26, mas continuaram a voar em missões programadas no nordeste da Itália até que a gravidade do avanço fosse conhecida. O XXII TAC retomou todas as missões no dia 27 para apoiar a frente do Quinto Exército e estas foram fundamentais para desalojar o impulso do Eixo.
O ataque contra os Buffalo Soldiers (apelido da 92ª Divisão) foi feito em três colunas: duas de italianos e uma de alemães. Enquanto o general alemão Fretter-Pico seria o comandante geral, o general italiano Carloni lideraria o ataque operacionalmente. Toda a ofensiva ficou sob a liderança do marechal italiano Rodolfo Graziani, que promoveu o ataque com Mussolini.
Seu objetivo: conquista das pequenas cidades de Barga, Sommocolonia, Vergemoli, Treppignana, Coreglia, Fornaci di Barga, Promiana, Castelvecchio e Calomini localizadas a noroeste de Lucca .
A Ordem de Batalha foi:
- Primeira coluna (em direção a Vergemoli-Calomini): batalhão italiano Alpini Intra; Companhia de defesa HQ do 1º Regimento Alpini; Grupo de Reconhecimento Divisional (Monterosa Div. ); Dois batalhões, 6º Regimento de Infantaria de Fuzileiros Navais (Divisão San Marco);
- Segunda coluna (em direção a Treppignana-Castelvecchio): Batalhão italiano Alpini Brescia ; 1º e 2º batalhões do 286º Regimento de Granadeiros Alemão;
- Terceira coluna (em direção a Sommocolonia-Barga): batalhão de montanha alemão Mittenwald; Grupos do batalhão de Kesselring.

### 26 de dezembro
No início de 26 de dezembro, elementos dos dois batalhões de assalto alemães da terceira coluna atacaram a Sommocolonia guarnecida por elementos da Companhia F do 2º Batalhão, 366º Regimento, apoiado por alguns partidários.  Alguns autores afirmam que a resistência ali foi dura, mas rapidamente superada. De manhã, 200 homens do batalhão Mittenwald tomaram as posições americanas ao sul de Sommocolonia em Bebbio e Scarpello mantidas pela 92ª Tropa de Reconhecimento, que se retirou para Coreglia. Entretanto, os morteiros do Eixo abriram fogo em toda a frente e as outras duas colunas começaram a avançar: os dois batalhões de granadeiros alemães, juntamente com a companhia anexa do batalhão italiano de Brescia Alpine atacaram com sucesso no centro do vale de Serchio, a leste do Rio. A oeste do rio, as outras companhias de Brescia venceram uma fraca resistência inicial, mas seus oponentes já estavam recuando e os atacantes avançaram para Fornaci quase sem oposição. O próprio Fornaci caiu rapidamente, embora os dois batalhões alemães tenham sido fortemente criticados por sua lentidão e falta de agressividade.  A primeira coluna, no entanto, enfrentou oposição mais vigorosa à direita da frente. Os elementos da divisão de San Marco tomaram facilmente a aldeia de Molazzano e empurraram os defensores para trás, mas a Companhia do Quartel-General do Regimento sofreu perdas e não conseguiu tomar a aldeia de Brucciano. O Grupo Cadelo (da Divisão Monte Rosa), apoiado pelo batalhão Intra que fez pequenos ataques de desvio, ocupou Calomini, mas a guarnição de Vergemoli ( 370º Regimento de Infantaria e alguns grupos partidários) não pôde ser desalojada. Sob ameaça de cerco e sendo cortado, eventualmente se retirou, deixando no local um grupo partidário como um partido de cobertura. 

### 27 de dezembro
Em 27 de dezembro, a ofensiva limitada havia terminado. Pela manhã, as tropas de assalto alemãs entraram em Pian di Coreglia, seu objetivo final e as patrulhas italianas avançaram até a vila de Calavorno, relatando que o inimigo ainda estava em plena retirada. As outras colunas também atingiram seus pontos objetivos, e uma divisão aliada inteira foi derrotada. Mais de 250 prisioneiros foram capturados com muitas armas, alimentos e equipamentos.  O historiador italiano Pellegrinetti escreveu que as tropas italianas conquistaram todas as aldeias do vale até os arredores de Bagni di Lucca :  no final da tarde de 27 de dezembro a principal ofensiva terminou, mesmo que no dia seguinte houvesse pequenas consolidações territoriais. Foi um sucesso com uma penetração de mais de 25 quilômetros dentro das linhas dos Aliados.
Quando as tropas da 92ª Divisão voltaram, eles receberam ordens de assumir posições no flanco esquerdo das posições indianas. Todas as tropas aliadas que formavam a defesa foram colocadas sob o comando do major-general Russell, comandante da 8ª Divisão Indiana. No entanto, os objetivos do Eixo estavam aquém da linha indiana e, portanto, o ataque do Eixo não foi levado adiante. No final da tarde de 27 de dezembro, todos os objetivos alcançados, a ofensiva terminou e no dia seguinte as tropas do Eixo estavam voltando para suas linhas de partida com a retirada sendo concluída em 30 de dezembro.  As 8ª Divisões indianas realizaram um avanço sem derramamento de sangue simplesmente seguindo a retirada do Eixo e nenhuma luta ocorreu. Os alemães e italianos se retiraram do território conquistado e em 8 de janeiro as tropas indianas foram retiradas para a reserva.  Os Alpini da Divisão Monte Rosa mantiveram sua nova linha avançada, 2 quilômetros ao sul das posições que tinham em 25 de dezembro, até março de 1945.

## Consequências
Todos os objetivos da ofensiva foram alcançados: o 5º Exército dos Estados Unidos foi derrubado taticamente; As reservas aliadas foram transferidas para um setor secundário; O moral das tropas republicanas sociais italianas foi impulsionado pelo sucesso; o Eixo ganhou uma situação defensiva ligeiramente melhor nos Apeninos Ocidentais e, de fato, a nova linha de frente permaneceu mais ou menos intacta até o colapso do Eixo em abril de 1945.
O marechal Rodolfo Graziani, que havia promovido o ataque para dar importância militar ao RSI, estava extremamente satisfeito e queria continuar a ofensiva. Mas a superioridade aérea dos Aliados impediu qualquer outro ataque do Eixo para romper ao sul da linha gótica.
A propaganda fascista do RSI deu grande importância à Ofensiva em Garfagnana, alegando que era uma pequena versão italiana da Ofensiva das Ardenas que aconteceu no mesmo dezembro de 1944. 